# Saunkh
Saunkh é uma cidade e uma nagar panchayat no distrito de Mathura, no estado indiano de Uttar Pradesh.

## Demografia
Segundo o censo de 2001, Saunkh tinha uma população de 8488 habitantes. Os indivíduos do sexo masculino constituem 54% da população e os do sexo feminino 46%. Saunkh tem uma taxa de literacia de 70%, superior à média nacional de 59.5%: a literacia no sexo masculino é de 77% e no sexo feminino é de 62%. Em Saunkh, 17% da população está abaixo dos 6 anos de idade.